# Karel Srp mladší
Karel Srp mladší (* 20. února 1958 Ústí nad Labem) je český historik umění, kurátor a publicista zaměřený na české moderní umění a fotografii.

## Život
Po maturitě na SPŠ stavební v Praze studoval v letech 1978–1982 dějiny umění na Filozofické fakultě Univerzity Karlovy (prof. Petr Wittlich). Diplomová práce Teoretický odkaz Vincence Kramáře (1982) byla uznána jako rigorózní r. 1984. V letech 2004–2007 studoval na FF UK postgraduálně dějiny umění.
V letech 1979–1983 byl členem Jazzové sekce a autorem textů v edicích Jazzpetit a Situace. V letech 1984–1988 byl členem redakční rady a autorem samizdatových sborníků Památce..., Někdo něco. Byl jedním ze zakladatelů Hnutí za občanskou svobodu. Od roku 1986 byl kurátorem Galerie hlavního města Prahy a v letech 2005–2007 jejím výkonným ředitelem. V letech 2008–2013 byl hlavním kurátorem a vedoucím sbírkového oddělení GHMP.
Je synem Karla Srpa staršího (nar. 1937), hudebního publicisty a dlouholetého předsedy Jazzové sekce.

### Ocenění
- 1996 Cena Josefa Krásy
- 2008 Cena Akademie věd ČR za vědecký výsledek (publikace Jindřich Štyrský 1889–1942), s L. Bydžovskou, P. Bregantovou

## Dílo
V Jazzové sekci byl autorem 15 svazků monografií tehdy pronásledovaných výtvarníků, které vycházely zprvu jako přílohy bulletinu Jazz a později jako samostatné sešity (Situace, 1979–1983, mj. A. Šimotová, E. Kmentová, L. Fára, V. Janoušek). Některé připravené Sešity už nebylo možno po zásahu StB proti Jazzové sekci vytisknout (Č. Kafka, sestry Válovy). Další samizdatové texty Karla Srpa vyšly ve sbornících Památce Alberta Kutala (1984), Památce Jiřího Padrty (1985), Památce Václava Nebeského (1986), Památce Václava Navrátila (1987), Památce Olega Suse (1988). V samizdatu Někdo něco vyšly také rozhovory s některými výtvarníky (J. David, 1986, I. Kafka, 1986, V. Boštík, 1986, V. Stratil, 1986, V. Janoušek, 1986, Č. Kafka, 1986–87, H. Demartini, 1986-87, A. Šimotová, 1987–88, D. Chatrný, 1987–88, Z. Palcr, 1987–88).
Po roce 1989 publikuje pravidelně v časopisech Výtvarné umění, Umění, Ateliér a v kulturních přílohách deníků. Podílel se na řadě výstav českého výtvarného umění v zahraničí a texty přispěl do souborných publikací o české meziválečné avantgardě i poválečném moderním umění.

### Výstavy (výběr)
- Tvrdošíjní (1986)
- Tvrdošíjní a hosté – 2.část (1987)
- Karel Malich, GU Karlovy Vary, 1988 (s T. Vlčkem), 1990 GhMP
- Václav Boštík, GhMP (1989)
- Vladimír Janoušek (1966–1986), GhMP 1990
- Aventinská mansarda (1990)
- Karel Teige (1994)
- Zdeněk Sýkora. Retrospektiva 1945–1995, GhMP 1995
- Český surrealismus 1929–1953 (1996)
- České umění 1900–1990 ze sbírek GhMP, Dům U Zlatého prstenu, Praha 1998
- Toyen (2000), Emila Medková (2001)
- Jan Zrzavý (2003)
- Rudolf Kremlička (2006)
- Karel Malich (2006)
- Jindřich Štyrský (2007)
- Jakub Špaňhel – Slepice v pekle (2012)
- Krištof Kintera
- Ivan Lendl: Alfons Mucha (2013)
- Muž s hořící hřívou! Emil Filla a surrealismus, 1931–1939, Museum Kampa 2017